# Atsana
Atsana (en georgiano: აცანა) es un pueblo de Georgia ubicado en el este de la región de Guria, siendo parte del municipio de Lanchjuti. Anteriormente, Mamati era uno de los centros religiosos más grandes de Guria.

## Toponimia
El nombre Atsana, que se ha utilizado desde la antigüedad, es de origen laz.

## Geografía
Atsana está al sur de la cordillera de Guria, a 8 km de Lanchjuti. En el camino a Mamati, en el afluente derecho del río Atsaura se encuentra la cascada de Sakvijia.

## Historia
El pueblo había sido propiedad de la familia Tavdguiridze desde mediados del siglo XVII.
La primera escuela del pueblo se abrió en 1883 y la primera biblioteca del pueblo se abrió en 1914. 
En la época soviética, había una fábrica de té en el pueblo. Aunque el principal producto recolectado en el pueblo es el té, también se producen maíz, cítricos y aleuritas.

## Demografía
La evolución demográfica de Atsana entre 1883 y 2014 fue la siguiente:
| 1123                                            | 1696 | 1764 | 1095 | 586 |
| (Fuente: Population of Georgia in Soviet times) |      |      |      |     |

Según el censo de 2014, los georgianos constituían el 99,8% de la población.

## Infraestructura

### Arquitectura, monumentos y lugares de interés
El pueblo alberga el monasterio de Okoni. Se encontró una piedra preciosa en el monasterio, que fue abandonado en el siglo XIX. Una pequeña parte de los muros del monasterio sobrevivió hasta la década de 2000. También están los restos de la Iglesia de Cristo Salvador con cúpula de madera construida en el siglo XIX en el pueblo.

### Transporte
La carretera Lanchjuti-Nasarikali pasa por el pueblo. 

## Personas ilustres
- Grigol Uratadze (1878-1959): político, diplomático y escritor georgiano, cercano a Noe Zhordania.

## Galería

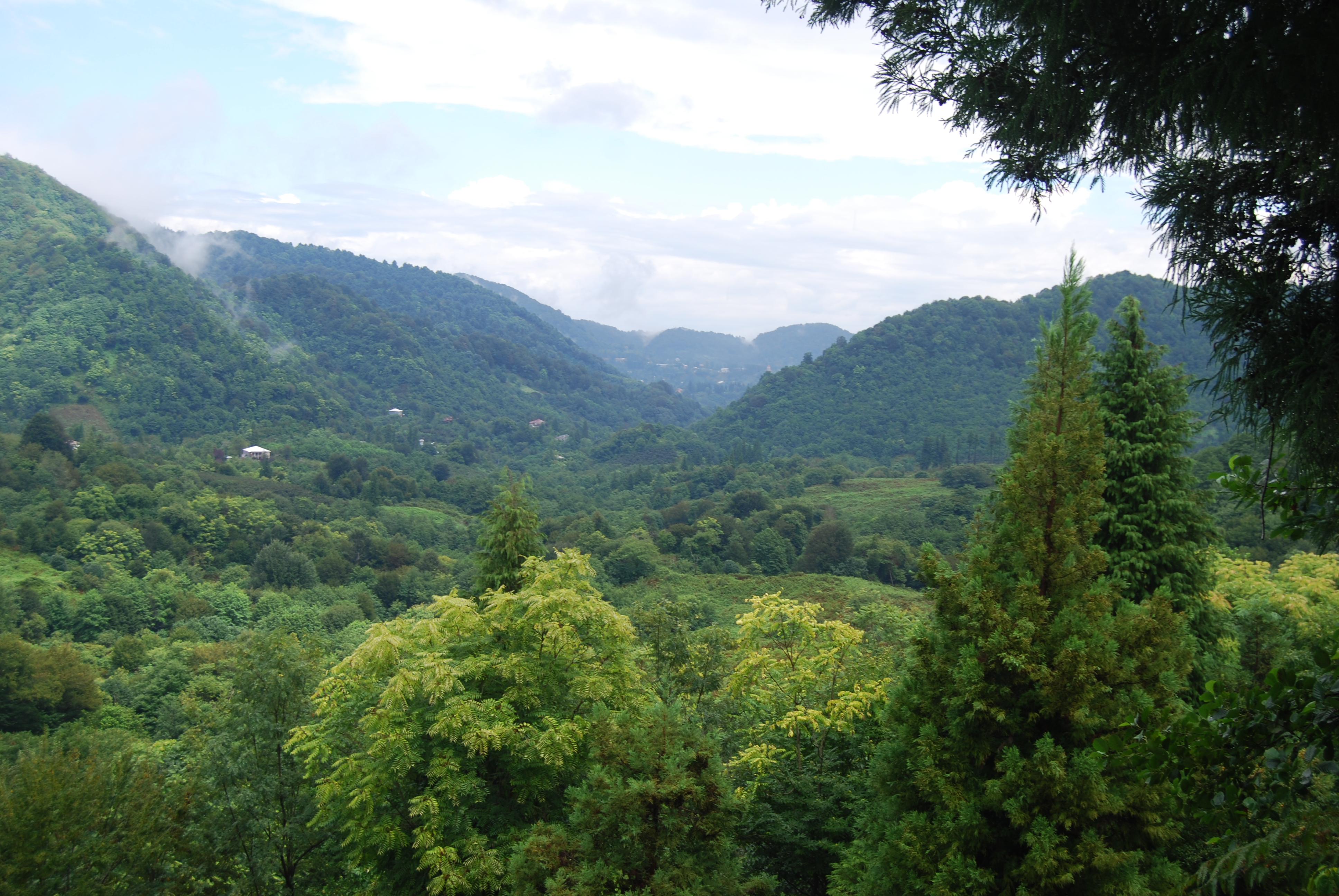
Vistas de Atsana
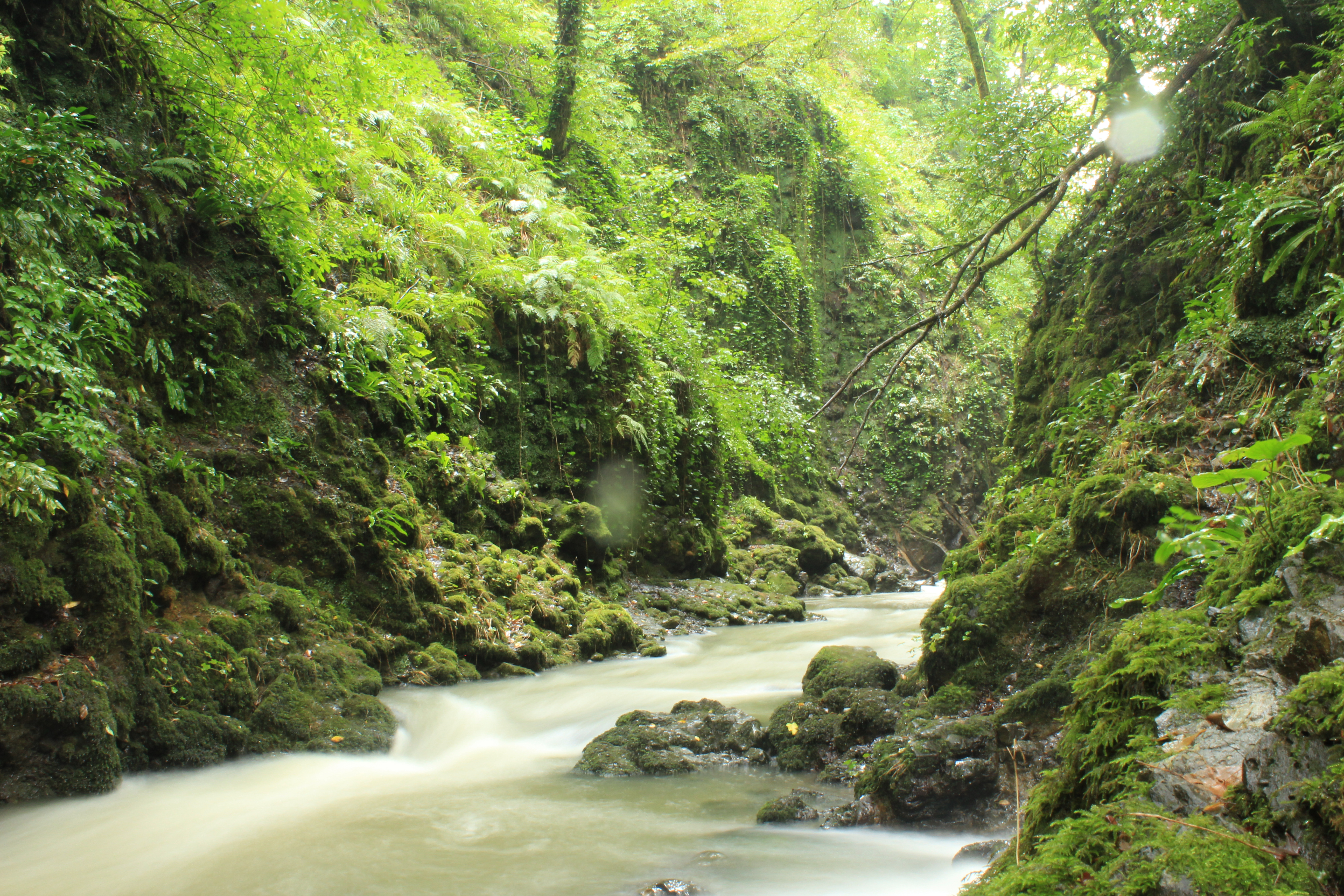
Río Atsaura
Entrada del pueblo
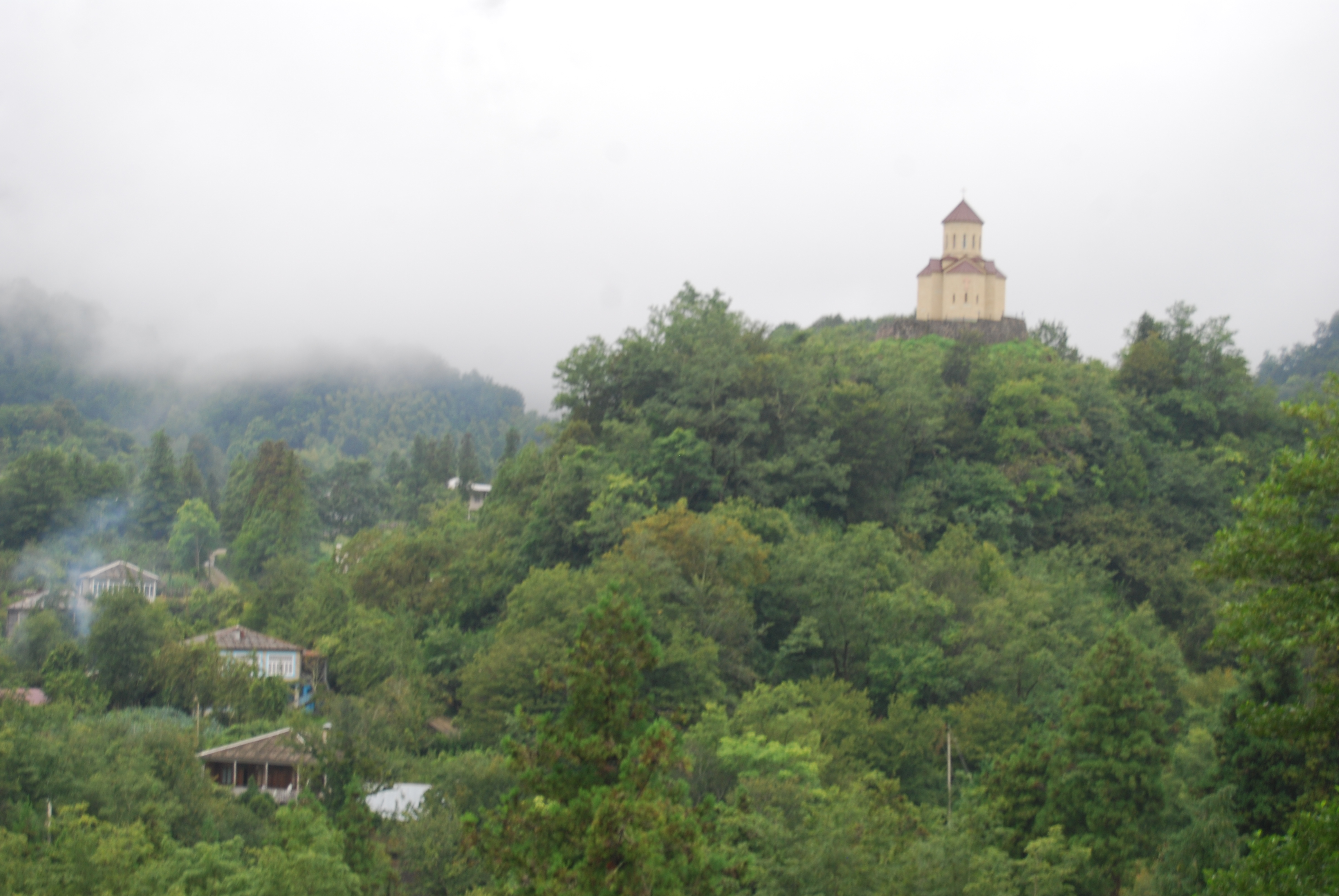
Monasterio de Okoni
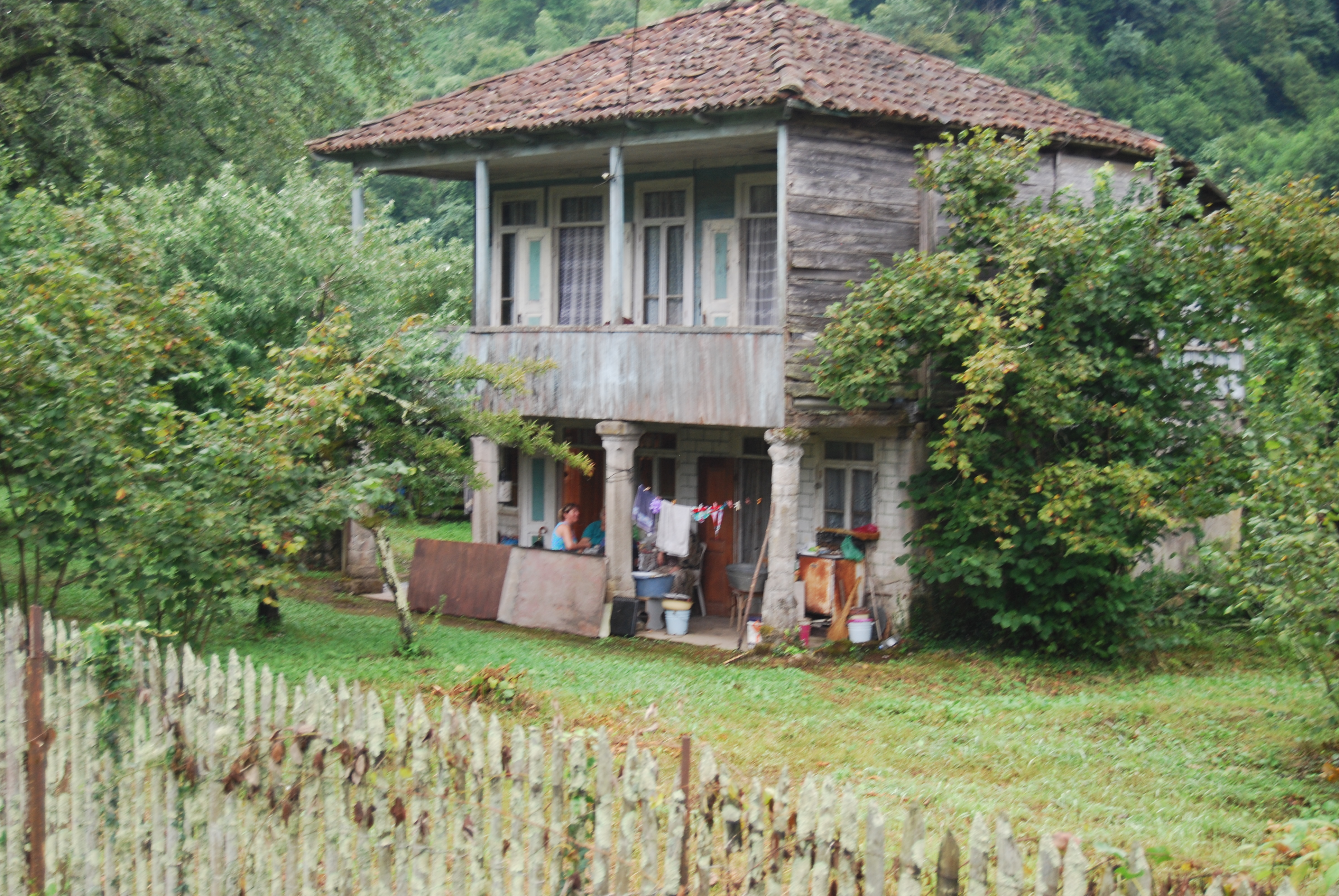
Oda en Atsana